# Oti (Pöide)
Oti – wieś w Estonii, w prowincji Sarema, w gminie Pöide.
Wioska Oti znana jest przede wszystkim z najstarszego dwóru na wyspie Saaremaa. Pierwsze wzmianki o posiadłości w Oti pochodzą z XIV wieku. Należał on do inflanckiej gałęzi zakonu krzyżackiego stacjonujących w pobliskim kościele-twierdzy Pöide. Od XV wieku przez kolejne 400 lat dworem zarządzała rodzina Uexküll, a potem Aderkas. Obecnie jest prywatną posiadłością zaadaptowaną na potrzeby małego hotelu.